# Oseberg Skilag
Oseberg Skilag är en norsk längdskidåkningsklubb i Tønsberg, Vestfold, som grundades 1979. Bland klubbens mest framgångsrika åkare märks Anders Aukland, Jørgen Aukland och Espen Bjervig. Anders Aukland och Jørgen Aukland har båda vunnit Vasaloppet i Sverige.